# تيموثي ديرايك
تيموثي ديرايك (25 مايو 1987 في بلجيكا - ) هو لاعب كرة قدم بلجيكي في مركز الدفاع. شارك مع منتخب بلجيكا تحت 17 سنة لكرة القدم ومنتخب بلجيكا تحت 19 سنة لكرة القدم ومنتخب بلجيكا تحت 21 سنة لكرة القدم. أما مع النوادي، فقد لعب مع أدو دين هاغ وزولته فاريجيم وفاينورد ونادي آيندهوفن ونادي أوترخت وناك بريدا وفيربرودرينغ دندر إندرخت هكلغام ‏ وJong PSV ‏.

## روابط خارجية
- تيموثي ديرايك على موقع الاتحاد الأوربي (الإنجليزية)
- تيموثي ديرايك على موقع الاتحاد البلجيكي (الإنجليزية)
- تيموثي ديرايك على موقع قاعدة بيانات كرة القدم.إي يو (الإنجليزية)
- تيموثي ديرايك على موقع Soccerbase.com (لاعب) (الإنجليزية)
- تيموثي ديرايك على موقع Soccerway.com (الإنجليزية)
- تيموثي ديرايك على موقع عالم كرة القدم.نت (الإنجليزية)
- تيموثي ديرايك على موقع AS.com (الإسبانية)